# کودک با فنجان
کودک با فنجان (انگلیسی: L'Enfant a la tasse) یک تابلوی نقاشی در قالب رنگ روغن از نقاش هنرمند فرانسوی، کلود مونه است که در تاریخ ۱۸۶۸ طرح گردید.